# Opertorbitolitinae
Opertorbitolitinae es una subfamilia de foraminíferos bentónicos de la familia Soritidae, de la superfamilia Soritoidea, del suborden Miliolina y del orden Miliolida. Su rango cronoestratigráfico abarca desde el Ilerdiense (Eoceno inferior) hasta la Eoceno superior.

## Clasificación
Opertorbitolitinae incluye a los siguientes géneros:
- Opertorbitolites †
- Somalina †

Otro género considerado en Opertorbitolitinae es:
- Asterosomalina †, aceptado como Somalina